# Leptogaster similis
Leptogaster similis är en tvåvingeart som beskrevs av Wei Ying Hsia 1949. Leptogaster similis ingår i släktet Leptogaster och familjen rovflugor.
Artens utbredningsområde är Taiwan. Inga underarter finns listade i Catalogue of Life.